# Канове (Венеција)
Канове (итал. Canove) је насеље у Италији у округу Венеција, региону Венето.
Према процени из 2011. у насељу је живело 72 становника. Насеље се налази на надморској висини од 14 м.